# Fondation boursiers Loran
 (juillet 2017).
 (juillet 2017).
Si vous disposez d'ouvrages ou d'articles de référence ou si vous connaissez des sites web de qualité traitant du thème abordé ici, merci de compléter l'article en donnant les références utiles à sa vérifiabilité et en les liant à la section « Notes et références ».
La Fondation Boursiers Loran (auparavant connu sous le nom de la Fondation canadienne des bourses de mérite) est un organisme de bienfaisance indépendant créé en 1988. La fondation récompense les jeunes Canadiens qui font preuve de détermination, d'engagement et de leadership en accordant des bourses d'études pour futurs étudiants du 1er cycle. Plus de 100 bourses d'études, dont 30 bourses Loran, sont offertes par année.

## Boursiers Loran
Chaque année, la fondation sélectionne 30 étudiantes et étudiants comme boursiers Loran. La bourse d'études universitaires Loran, d'une valeur allant jusqu'à 100 000 $, comprend une dispense annuelle des droits de scolarité, une allocation annuelle de 9 000 $, l'accès à du financement par l’entremise d’un programme d’été, des invitations à des rencontres et à des forums annuels et un programme de mentorat. Depuis 1990, plus de 500 étudiants ont reçu une bourse Loran.
Les récipiendaires doivent faire preuve d'un fort leadership et de détermination ainsi qu'une diversité d'intérêts parascolaire.
Les finissants des cégeps et des écoles secondaires (hors Québec) peuvent être parrainés par leur école ou peuvent postuler en tant que candidats directs. Les écoles secondaires peuvent recommander jusqu'à trois candidats et les cégeps peuvent recommander jusqu'à cinq étudiants.
Le processus annuel se déroule en trois étapes :
- En automne, les étudiants peuvent demander à être parrainés par leurs cégeps (au Québec) ou écoles secondaires afin de postuler en tant que candidats recommandés, ou ils peuvent directement postuler en tant que candidats directs. Les dates limites sont en octobre.
- Environ 350 candidats recommandés sont invités aux entrevues au niveau régional ou provincial. Les meilleurs candidats directs sont invités à effectuer une entrevue téléphonique ou par skype.
- 75 finalistes sont invités à Toronto afin de participer aux entrevues nationales en février à Toronto à l'issue desquelles 30 candidats sont sélectionnés comme boursiers Loran.

## Bourses provinciales et de finaliste
Outre les bourses Loran, la fondation accorde environ 40 bourses provinciales (2 000 $) et 40 bourses finalistes (3 000 $) aux candidats qui se distinguent au niveau provincial ou national.

## Universités participantes
Les bourses Loran peuvent être détenues dans les 25 universités participantes. Ces universités accordent une dispense des droits de scolarité, d'une valeur jusqu'à 9 000 $ par année.
Canada atlantique : Université Dalhousie, Université Memorial de Terre-Neuve, Université Mount Allison, Université de Moncton, University of King's College, Université du Nouveau-Brunswick
Québec : Université McGill, Université Laval, Université de Montréal
Ontario : Université McMaster, Université Ryerson, Université Queen's, Université de Guelph, Université d'Ottawa, Université de Toronto, Université de Waterloo, Université de Western Ontario, Université York
Les Prairies : Université de l'Alberta, Université de Calgary, Université du Manitoba, Université de la Saskatchewan
Colombie-Britannique : Université Simon Fraser, Université de la Colombie-Britannique, Université de Victoria
Les bourses provinciales et de finaliste peuvent être détenues à n'importe quelle université publique au Canada.